# Монастириська бучина
«Монастириська бучина» — ботанічна пам'ятка природи місцевого значення в Україні. Пам'ятка природи розташована на території Монастириського району Тернопільської області, с. Заварівка, Монастириське лісництво, кв. 23 в. 9, лісове урочище «Маркова».
Площа — 3,80 га, статус отриманий у 1996 році.